# 川南行政区
川南行政区是中華人民共和國建國後成立的省級行政區，於1950年至1952年存在。
1949年12月，西南战役结束，解放军攻占四川全省。由於四川省地域較大，人口近八千萬，為便利行政管理，分劃為4個行政区，均由西南軍政委員會領導。

## 行政區劃
川南行政公署駐瀘州市。至1952年8月7日川南行政区撤銷以前，轄有1地級市、4專區共5個地級行政單位和5市轄區、4縣級市、33縣共42個縣級行政單位。
- 行政区直轄瀘州市。
- 地級自貢市，轄第一、第二、第三、第四、第五計5區。
- 瀘縣專區，專署駐瀘州市，轄瀘縣、隆昌、富順、合江、納溪、古宋、敘永、古藺計8縣。1952年1月改稱隆昌專區，專署改駐隆昌縣。
- 宜賓專區，專署駐宜賓縣，轄宜賓、慶符、南溪、長寧、江安、興文、珙縣、高縣、筠連、沐愛計10縣。1951年撤銷沐愛縣，析宜賓縣城區置宜賓市，專署改駐於此。
- 內江專區，專署駐內江縣，轄內江、威遠、榮縣、資中、資陽、簡陽、仁壽計7縣。1951年析內江縣城區置內江市，專署改駐於此。
- 樂山專區，專署駐樂山縣，轄樂山、井研、峨眉、犍為、峨邊、沐川、馬邊、雷波、屏山計9縣。1951年析犍為縣置五通橋市。